# Zeemink
De zeemink (Neogale macrodon)  is een uitgestorven zoogdier uit de familie van de marterachtigen (Mustelidae). De wetenschappelijke naam van de soort werd gepubliceerd door Prentis in 1903.

## Voorkomen
De soort kwam voor in Canada en de Verenigde Staten en is, voor zover bekend, rond 1894 uitgestorven door de bontjacht.